# Vízimajom-elmélet
A vízimajom-elmélet az ember eredetére vonatkozó hipotézis, amely fajunk néhány, a főemlősökétől eltérő jellegzetességét próbálja megmagyarázni azzal, hogy azokra őseink vízi életmód révén tettek szert, szemben a jelenleg elfogadott elmélettel, amely szerint őseink evolúciója teljesen a szárazföldön történt. Az elmélet bizonyos népszerűséget élvez a laikusok körében, de az antropológusok általában elvetik, figyelmen kívül hagyják vagy áltudománynak tekintik.
A hipotézist Sir Alister Hardy és Elaine Morgan dolgozták ki, akik észrevették, hogy az ember számos olyan tulajdonsággal bír (a többi főemlőstől eltérően), amelyek leginkább a tengeri emlősökre jellemzőek. A hipotézisük szerint ezen jellegzetességeinkre úgy tettünk szert, hogy őseink egy része 4-8 millió évvel ezelőtt (a csimpánzoktól történt „elválás” után, de még az Australopithecus-félék megjelenése előtt) különböző geológiai véletlenek során 1-2 millió évig részleges vagy teljes tengeri életmódot volt kénytelen folytatni. Arra vonatkozóan azonban, hogy hol és hogyan alakulhattak ki néhány millió évre olyan viszonyok, amelyek ezen tulajdonságok kialakulását kikényszeríthették, még nem találtak meggyőző bizonyítékokat.
A fosszíliák hiányát azzal is magyarázzák, hogy az akkori tengerpartok a kainozoikumi eljegesedést követő holocén interglaciális körülbelül 100 méter tengerszint-emelkedése miatt tengervíz alá kerültek. Leon P. Lumiere szerint pedig a kérdéses időszakban Kelet-Afrikát elöntötte a tenger és az ottani magasföldek válhattak szigetekké (Danakil-szigetek). Viszont az is igaz, hogy a kérdéses időszakból (pontosabban a 4 millió évnél korábbról) egyáltalán nem találtak korai hominidáktól származó fosszíliákat.

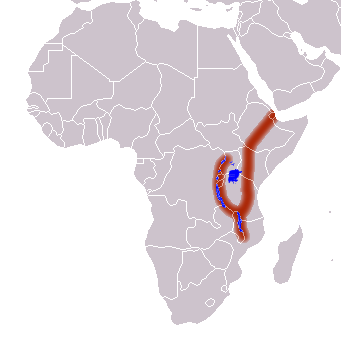
A Nagy-hasadékvölgy

A vízimajom-elmélet sikerét (a merészségén túl) annak is köszönheti, hogy a kérdéses jellemzők kialakulását riválisa sem képes ellentmondások nélkül megmagyarázni. A hagyományos elmélet az őserdőből a szavannára való kiköltözéssel magyarázza a kérdéses jellegzetességek kialakulásának evolúciós mozgatóit. Annak oka pedig, amiért őseinknek életteret kellett váltani, az volt, hogy kialakult Kelet-Afrikában az észak-déli irányban végighúzódó árokrendszer, amely miatt Kelet-Afrika sokkal szárazabbá vált: vagyis őseink „alól” idővel (több millió év alatt) eltűnt az erdő.

## A korai emberfélék és Kelet-Afrika a késő harmadkorban
Ahhoz, hogy jobban megértsük az akkori körülményeket, érdemes áttekinteni, hogy milyen lehetett a késő harmadkor (tercier) Kelet-Afrikája a tudomány mai állása szerint. A középső miocénben (15 millió évvel ezelőtt) Afrikát kelettől nyugatig összefüggő erdőségek borították (a mai szavannák a nagy vándorló csordákkal csak mintegy 3 millió éve alakultak ki). Ekkoriban Afrikában már számos emberszabású majomfaj élt.

### „East Side Story”
A kéregváltozások eredményeképpen mintegy 12 millió éve létrejött Kelet-Afrikában az észak-déli irányban végighúzódó árokrendszer, a Nagy-hasadékvölgy, amely elzárta Kelet-Afrikát a nedves légtömegek elől, így ott a korábbi összefüggő erdőségek széttöredeztek: erdőfoltokból, ligetes és cserjés területekből álló területek alakultak ki, azonban a nyílt füves térségek még nem voltak jellemezőek a vidékre. A hasadékvölgy kialakulása kettős következménnyel járt: egyrészt állatpopulációkat választott ketté; másrészt pedig változatosabb ökológiai viszonyokat hozott létre (hűvösebb, erdős fennsíkok ill. forró, száraz alföldek), amelyek köztudottan az evolúció gyorsítói.
Yves Coppens francia antropológus szerint a Nagy-hasadékvölgy meghatározó szerepet játszott az emberfélék és az emberszabású majmok további fejlődésben: a nyugati (csapadékosabb, erdei környezetben élő) populációk leszármazottai a mai emberszabású majmok; míg a keleti (szárazabb, nyíltabb területeken elő) populációkból fejlődött ki a mai ember leszármazási vonala. Az események ezen feltételezett láncolatát nevezte Coppens „East Side Story”-nak. Az elképzeléssel összhangban vannak a tények is: a korai emberfélék maradványait eddig csak Kelet-Afrikában találták meg, és a molekuláris biológiai vizsgálatok is ebbe a korba helyezik az ember és a csimpánz fejlődési vonalának elválását.

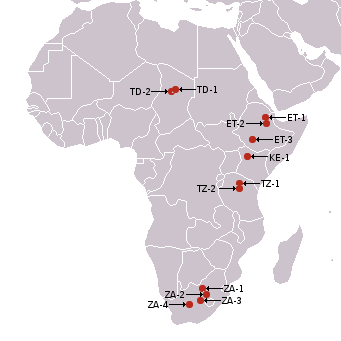
Az Australopithecus-leletek megtalálási helyei Afrikában:
Csád: TD-1 Bahr el Ghazal, TD-2 Djourab,
Etiópia: ET-1 Hadar, ET-2 Herto, ET-3 Omo,
Kenya: KE-1 Turkana-tó,
Tanzánia: TZ-1 Olduva, TZ-2 Laetoli,
Dél-Afrika: ZA-1 Sterkfontein, ZA-2 Swartkrans, ZA-3 Kromdraai, ZA-4 Taung.

### Toumai
2002-ben a francia Michel Brunet vezette kutatócsoport Csád területén egy csaknem teljesen ép, 7 millió éves hominidaszerű koponyát talált, amelyet Toumai-nak neveztek el (a tudományos neve: Sahelanthropus tchadensis). A nagyon várt lelet meglehetős felbolydulást keltett az antropológusok között, hiszen a Nagy-hasadékvölgytől mintegy 2500 km-re nyugatra találták („rossz helyen”) és így lehetséges, hogy felborítja az eddig megalkotott, viszonylag elfogadott fenti elméletet az emberszabású majmok és a hominidák fejlődési vonalának szétválásáról.
A leletek megtalálása óta eltelt idő alatt még nem sikerült megállapítani pontos helyét az emberi leszármazási vonalhoz. Vannak, akik vitatják, hogy hominida lenne: ők túl laposnak és kicsinek tartják a koponyát. Christoph Zollikofer vezette kutatócsoport azonban az öreglyuk (ahol a gerinc a koponyához csatlakozik) helyzetéből arra következtet, hogy Toumai már képes lehetett két lábon járni. Mindenesetre a tudományos vitákból kiérezhető egyfajta angolszász-francia rivalizálás.

### Ami még biztosnak tűnik
Az első, két lábon járó korai emberfélék mintegy 5-6 millió éve jelenhettek meg Kelet- vagy Közép-Afrikában (mindenesetre több fajról lehet szó) és kb. olyanformán élhettek, mint a mai szavannai páviánok. Ez az a kérdéses időszak, amelyből nagyon hiányoznak a biztos leletek. A feltételezések szerint ebben az időszakban az emberszabású majmok egy populációja (a későbbi Australopithecus-fajok feltételezett ősei) úgy alkalmazkodott a szárazabb körülményekhez, hogy a kialakult fás-szavanna környezetben még a fákon éltek és táplálkoztak, de a fák között már két lábon járva közlekedtek. Erről az időszakról csak egy biztosat lehet mondani: a teljes bizonytalanságot. Nem találtak ugyanis 4 millió évesnél idősebb, elismerten korai hominidától származó fosszíliákat. Csak tájékoztatásul:
- az orangután ősei kb. 12-14 millió éve (a késő miocén idején) válhattak el a hominidáktól (a molekuláris biológiai vizsgálatok szerint) és ekkoriban élhetett a Rudabányán megtalált Rudapithecus hungaricus);
- az ember és a mai csimpánzok ősei mintegy 6-7 millió évvel ezelőtt élhettek;
- a még viszonylag majomszerű (de két lábon járó) Australopithecus-fajok mintegy 4 millió éve jelentek meg;
- a legkorábbi kőeszközök (olduvai kultúra) mintegy 2,5 millió évesek;
- a tüzet pedig mintegy 700 000 éve kezdték el használni őseink (a Homo erectus).

## A kérdéses jellegzetességeink áttekintése

### Ritka szőrzet

#### Csupasz bőr és szőrzet az állatvilágban
Az ember az egyetlen főemlős, amelynek teste gyakorlatilag teljesen csupasz. Az állatvilágban a forró égöv alatt élő vastagbőrű emlősökön kívül (például az orrszarvúak, elefántok) csak a teljes (például bálnák, delfinek, tengeritehenek stb.) vagy a forró égöv alatt részleges (víziló) vízi életmódot folytató emlősök szőrtelenek.
Az afrikai szavannákon élő többi állat mind szőrzettel rendelkezik, mivel (a hőszigetelésen túl) az védi őket az erős napfénytől és a környezetük viszontagságaitól (például tüskék). A vékony és csupasz bőr egy ilyen környezetben önmagában nagyon sérülékeny lenne. Gondoljunk arra, ha például egy macskával játszunk: még ha az állat tényleg játékos kedvében van, akkor is nagyon könnyen ott maradhat a játék nyoma a bőrünkön. Ha nekünk is „rendes” szőrzetünk, bundánk lenne (mint a macskának), akkor kevesebb sérülésünk lenne. Nem véletlen, hogy a szavannákon élő orrszarvúaknál és elefántoknál több centiméter vastag, durva bőr alakult ki: őket ez védi a környezetük viszontagságaitól (mint minket embereket a nagyobb fizikai igénybevétel hatására helyileg kialakuló bőrkeményedés).

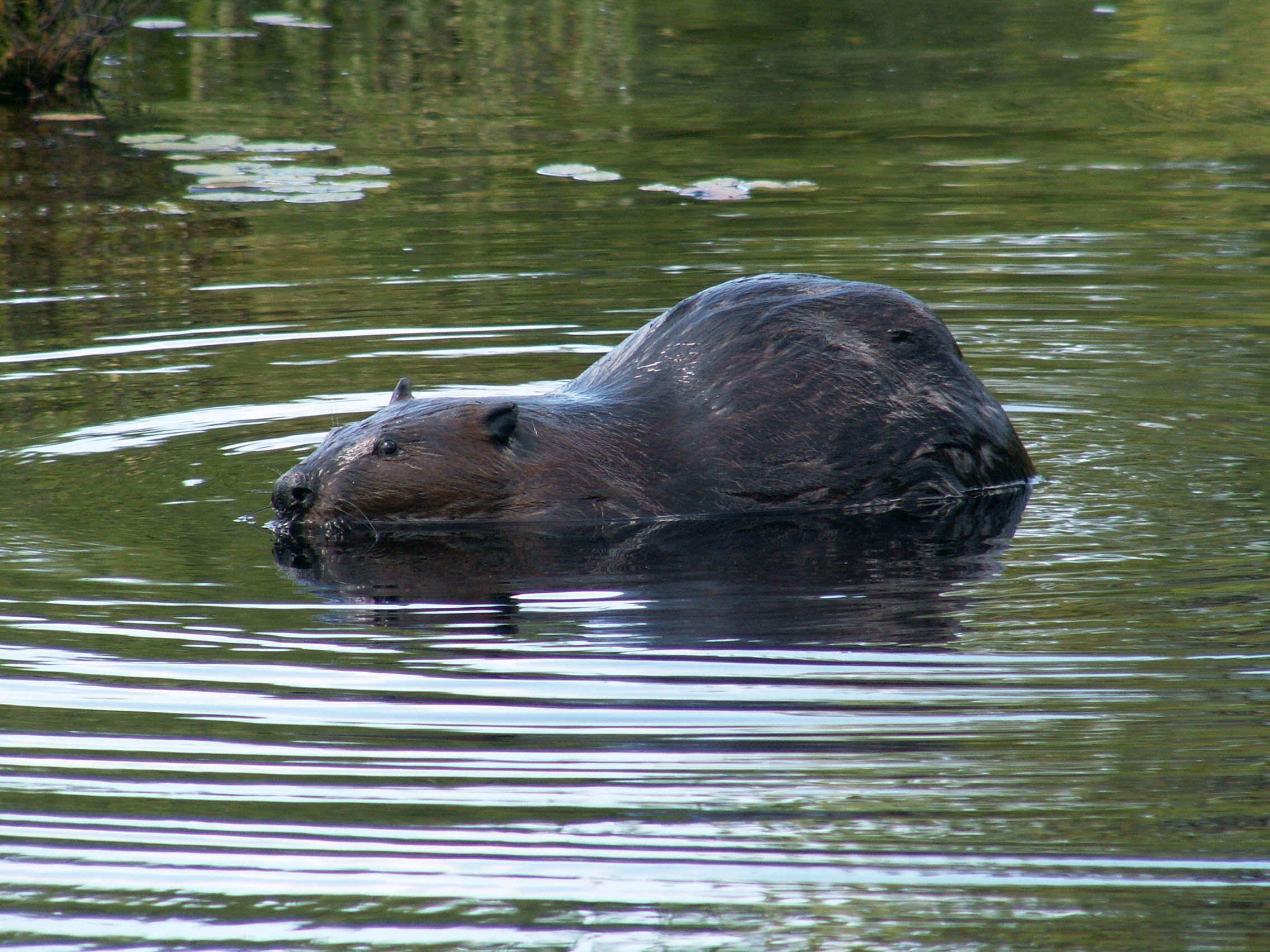
A mérsékelt égöv alatt részleges vízi életmódot folytató hódok meglehetősen szőrösek

Vízi életmód esetén a szőrzet hiányát a víz kompenzálja: egyrészt véd a napsugárzástól, másrészt pedig a vízben egy élőlény bőre kevésbé van kitéve mechanikai behatásoknak. Vízi életmódnál a szőrzet hátránya, hogy vizet vesz fel: ezáltal egyrészt nehezebbé válik az úszás, másrészt időt igényel a száradása. Viszont el kell ismerni, hogy vannak mérsékelt (például vidrák, hódok) és hideg (például jegesmedve) égöv alatt élő, szőrzettel rendelkező emlősök, amelyek részleges vízi életmódot folytatnak. A fentiek alapján tehát úgy tűnik, hogy nagy testű emlősök esetében a forró égöv alatti (részleges) vízi életmód a szőrzet hiányához vezethet és a ritkás szőrzet vékony bőrrel a szavannákon inkább hátrány, mint előny.
A testszőrzet hőszigetelő szerepe sem elhanyagolható, még forró égöv alatt sem. A kistestű emlősök egyszerű fizikai okok miatt sem „engedhetik meg” maguknak a szőrtelenséget, mivel fajlagosan (testtömegre vonatkoztatva) nagyobb a testfelületük, így a testük által megtermelt hő nagyobb felületen távozik: tehát nekik nagyobb energiafelhasználás szükséges a kihűlés elkerülésére. Az ember – fajlagos energiafelhasználását tekintve – a kis- és nagy testű állatok között helyezkedik el.

#### A haj
A hajunknak (vagyis az egyetlen, a fejünkön található összefüggő szőrzetnek) is éppen az lehet az egyik feladata, hogy megvédje fejünket a túlzott napsugárzás következményeitől: nem véletlen, hogy a kopasz emberek könnyebben kapnak napszúrást. A hajunk megmaradása ily módon összefüggésben lehet a két lábon járás kialakulásával, mivel így a fejünket éri a legnagyobb szögben a napfény.
Azonban nem szabad megfeledkezni hajunk jelentőségéről a párkeresésben (a „nemek harcában”): nagyon jól tudjuk, milyen fontos a divatos frizura és az ápolt haj olyan helyzetekben, amikor jó benyomást szeretnénk kelteni valaki(k)ben. Ezért nem véletlen, hogy hajunk ápolására a szépségipar számos fontos ága szakosodott: a különféle hajápoló kozmetikumok széles skáláján túl, az egyszerű fodrászatoktól kezdve a hajbeültetéssel is foglalkozó fodrászszalonokig.

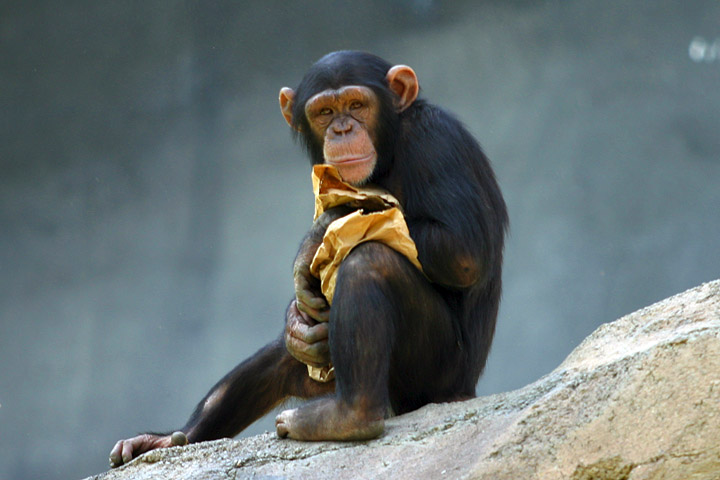
Legközelebbi rokonunk, a forró égöv erdeiben élő csimpánz szintén meglehetősen szőrös, ám közös ősünk körülbelül 7 millió évvel ezelőtt élhetett

Így viszont az is elképzelhető, hogy a hajunk és szőrtelenségünk a nemi szelekció egyik terméke: vagyis (már) őseinknek (is) jobban tetszett egy kevésbé szőrös (és hajjal rendelkező) ember, mint egy szőrösebb (vagy kopasz), így az előbbiek sikeresebben találtak maguknak párt (itt gondoljunk a számtalan szőrtelenítő technikára). Idővel a ruházat átvette a szőrzet szerepét, azt azonban nem lehet pontosan tudni, hogy melyik emberféle viselt először ruhát (talán a hideg éghajlaton élő neandervölgyi ember), illetve mikor „veszíthették” el szőrzetüket (mivel általában sem a szőrzet, sem a ruházat nem marad fenn évszázezredeken keresztül). Az bizonyosnak tűnik, hogy távolabbi őseink hozzánk képest meglehetősen szőrösek lehettek.

### Két lábon járás
Az ember az egyetlen olyan emlős, amely két lábon járva közlekedik (a kenguruk ugrálnak). Néhány más állatfaj (például csimpánz, medve) is képes két lábon járni, azonban ezt csak akkor teszik, ha erre valamilyen különösebb okuk van.

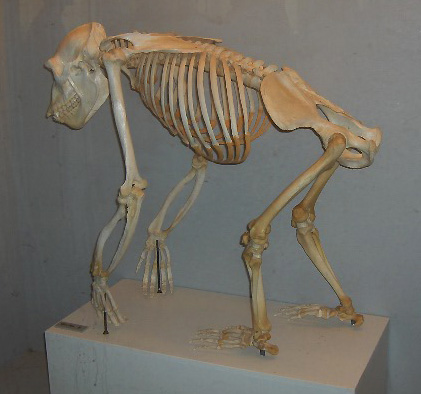
Csimpánz csontváza. A csimpánzok és az ember közös ősei nem sokkal a már két lábon járó Australopithecus-fajok megjelenése előtt élhettek. A csontvázon jól látszanak a különbségek a két lábon járó ember megfelelő csontjaihoz képest (gerinc, mellkas, medence, lábfej)

A két lábon járás kialakulásának pontos ideje és kiváltó okai még a vízimajom-elmélet előtt is nagyon vitatottak voltak, az antropológusok szerint 5-8 (esetleg 10) millió évvel ezelőtt történhetett (vagyis abban az időszakban, ahonnan teljesen hiányoznak a leletek). A 2-4 millió évvel ezelőtt élt Australopithecus-fajok – medencecsontjaikból és lábnyomaikból ítélve – minden valószínűség szerint már két lábon jártak. A két lábon való járás előnyeit az antropológusok kétféle szempontból veszik figyelembe:
- Felszabadulnak a felső végtagok. Owen Lovejoy (1981) szerint a két lábon járás jelentősége abban van, hogy felszabadulnak a felső végtagok, ezáltal a hímek több táplálékot tudnak a nőstények számára gyűjteni, ők pedig több túlélő utódot tudnak felnevelni. Mivel több komoly ellenérv is akadt Lovejoy hipotézisével szemben, ma kevesebb híve akad.
- Hatékonyabb a helyváltoztatás. Peter Rodman és Henry McHenry antropológusok szerint a két lábon járás azért volt előnyös, mert a helyváltoztatás egy hatékonyabb formáját biztosította a ritkábbá vált fás környezetben (egy félig majom-, félig emberszerű lény számára!).

A két lábon járás kialakulásához számos anatómiai változás volt szükséges (többek között):
- S alakú gerinc, hogy a test súlypontja a medence közepére essen;
- öblös medence, hogy megtartsa a zsigereket;
- erősebb térdízületek;
- előremutató, a többi ujjal nem szembefordítható nagylábujj;
- erősebb szív, mivel a vért vertikális irányba is kell pumpálni;
- fejlettebb egyensúly-érzékelő rendszer.

A két lábon járásnak a kézenfekvő előnyei mellett azonban hátrányai is vannak. Ezek közül az egyik legfontosabb, hogy miatta rendkívül nehézzé, sőt veszélyessé vált a szülés: az emlősök között a szülés talán az ember számára a legnehezebb. Ennek az egyik oka, hogy egyrészt kisebb a szülőcsatorna mérete, másrészt pedig, hogy a csecsemők viszonylag nagy aggyal születnek (ám mégis nagyon fejletlenül: ha az ember olyan fejletten születne, mint a csimpánzkölykök, 21 hónapig kellene az anyaméhben fejlődnie). Az emberi terhesség 9 hónapja egy szigorú „kompromisszum” annak érdekében, hogy mind az anya, mind a csecsemő élete megmaradjon.
A vízimajom-elmélet szerint a vízi életmód és az úszás segítette a két lábon járás kialakulását, mivel a vízben könnyebb (kint van a fej) és praktikusabb két lábon mozogni, úszni. A vízimajom-elmélet hívei szerint a nyílt térségeken még a két lábon járó ősi emberféle is meglehetősen „ügyetlen” lehetett: egyrészt mivel mindennapi táplálékát sokkal specializáltabb ragadozók ellenében kellett megszereznie, másrészt pedig a nyílt térségeken viszonylag védtelenebb volt. A néhány millió éve élt korai emberféléknek még nem lehettek hatékony eszközeik e problémák megoldására (az olduvai-ipar kezdetleges kőeszközei csak évmilliókkal később jelentek meg). Így őseink inkább a tengerek partján keresték táplálékukat.
A hagyományos elmélet hívei erre azt válaszolják, hogy ezen hiányosságokat a fejlettebb intellektuális és szociális képességek kompenzálták, valamint élelmüket inkább gyűjtögetéssel és kisebb állatok vadászatával szerezték, továbbá a mai Kelet-Afrikára jellemző nyílt, füves térségek évmilliók alatt alakultak ki, így a korai hominidáknak elegendő idejük volt alkalmazkodni az új élettérhez. Mindenesetre mind a Homo erectus, mind a Homo sapiens a tengerpartokon terjedt el először.

### Izzadságmirigyek és zsírpárnák

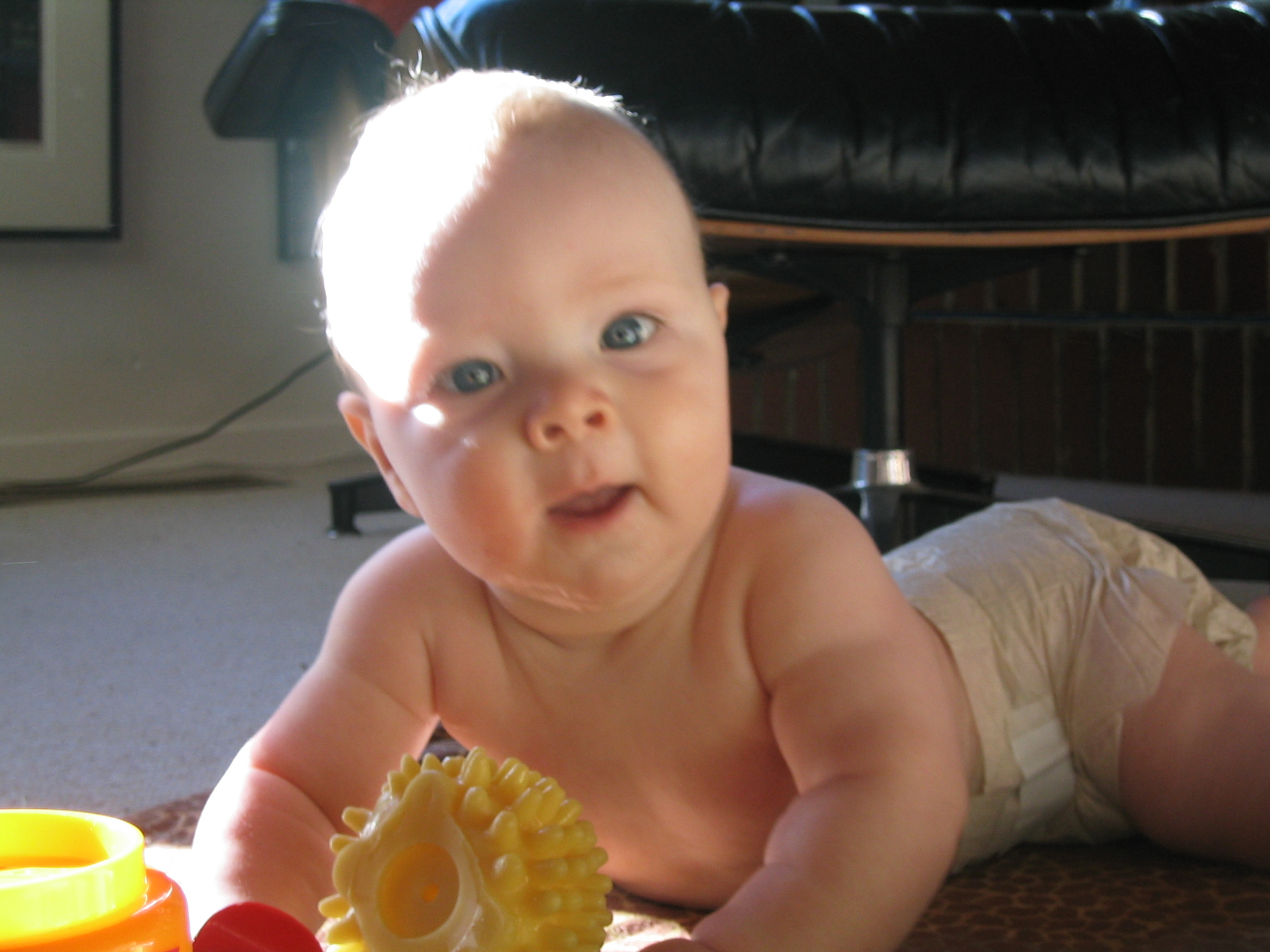
A kisbabák bőrük alatti zsírpárnával születnek

A szárazföldi állatok nagy részére nem jellemző, hogy bőséges izzadsággal hűtené magát (a részleges vízi életmódot folytató vízilovak sem, viszont a szárazföldön élő lovak izzadnak). A meleg égöv alatt élő emlősállatokra (főemlősöket is ideértve) nem jellemző a bőr alatti zsírréteg kialakulása. A mérsékelt és hideg égöv egyes emlőseinél (például a medvék) a tél közeledtével alakul ki a bőr alatti zsírréteg, azonban ez szezonális: a téli táplálékhiány miatt fejlődött ki. Az állandó bőr alatti zsírréteg jellemzően a tengeri emlősöknél alakult ki, amelynek fő feladata a test hőszigetelése a víz alatt.
Ezen jellegzetességeinknek a forró égöv alatti szárazföldi életmód esetén vagy nem lenne evolúciós előnye (például hőszigetelő zsírréteg) vagy pedig kifejezetten hátrányos lenne (például az erőteljes izzadás egy vízszegény környezetben).
A bőr alatti összefüggő zsírpárnát magyarázhatjuk a már említett nemi szelekcióval is. Ezt bizonyíthatja, hogy a nők bőre alatt több zsír van, mint a férfiaké alatt: ez a többlet bőr alatti zsírréteg adja a női test férfiak számára oly vonzó jellegzetes alakját (derék, csípő, gömbölyű fenék) és ennek köszönhetőek a viszonylag nagyméretű női mellek is (más emlősök nőstényeinek csak a szoptatás idejére duzzadnak meg melleik). Egy másik lehetséges mozgatója a zsírpárnák növekedésének az lehet, hogy talán a kövér férfiak, ill. nők a régiek szemében vonzóbbak voltak (kövérségük jóltápláltságukat, így evolúciós sikerüket mutatta – ld. willendorfi vénusz).
Azonban nem szabad elfelejteni, hogy a kövérség csak korunkban válhatott elterjedt jelenséggé: a vadászó-gyűjtögető népek között nem lehetett jellemző, az élelemtermelés kialakulásától (neolitikum) korunkig pedig csak nagyon keveseknek adatott meg – az emberek többsége a történelmi időkben inkább alultáplált lehetett.

### Szabályozható légzés

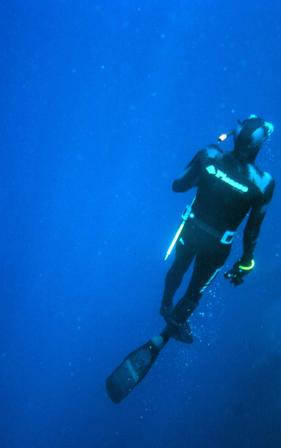
Szabályozható légzésünk teszi lehetővé (megfelelő gyakorlás után), hogy szárazföldi emlős létünkre akár 180 méterrel a tenger szintje alá merüljünk egy lélegzetvétellel

Az ember képes szabályozni a lélegzetvételét. A szabályozható légzés vízi életmód esetén létfontosságú, a legtöbb szárazföldi emlős azonban nem rendelkezik ezzel a képességgel. Morgan szerint a vízi életmód révén kialakult szabályozható légzés segíthette a vokalizáció létrejöttét.
Úgy tűnik azonban, hogy néhány más emlős (köztük főemlősök és a kutyák) is képes bizonyos mértékben szabályozni a légzését. Az is előfordulhat, hogy a szabályozható légzés a beszéd megjelenésével együtt alakult ki.

### Úszóhártya az ujjak között
A mai emberek kb. 7%-a úgy születik, hogy ujjai között kisebb-nagyobb úszóhártya van. Kialakulása az egykori vízi életmóddal függhet össze.

### Lefelé néző orrnyílás, mozgatható orrcimpa
Vízi életmód esetén van előnye. Mivel az egyes emberfajták orrának alakja elég változatos, ezért ez a nemi szelekció terméke is lehet.

### Szívverésünk lelassul a víz alatt
Az ember szívverése a víz alatt a percenkénti 70-ről 30-ra csökken. A jelenség szintén a vízi életmóddal összefüggő jellegzetesség lehet, magyarázata egyszerűnek tűnik: a szervezetnek a víz alatt takarékoskodni kell az oxigénnel.

### Merülési reflex
A merülési reflex azt jelenti, hogy ha egy 3 hónaposnál fiatalabb kisbabát vízbe teszünk, akkor automatikusan visszatartja a lélegzetét. Vízi életmód esetén létfontosságú; nagyon furcsának tűnik, hogy ilyen reflex szárazföldi életmód mellett kialakul.
Talán a vízi életmódra tért őseink a vízben hozták világra utódaikat? Tudva azt, hogy az ember szülése önmagában is milyen nehéz, veszélyes és hosszadalmas folyamat; valamint azt, hogy a szavannák emlőseinél ez (a sok ragadozó miatt) viszonylag gyorsan és egyszerűen lezajlik, talán elképzelhető, hogy egy csendes öböl biztonságosabb a szülés szempontjából, mint a szavannák világa. Azt azonban nem lehet tudni, hogy néhány millió éve élt őseinknél hogyan zajlott le a szülés. Anatómiai megfontolások alapján arra következtetnek, hogy a kb. 4 millió évvel ezelőtt megjelent Australopithecus-félék fejlődési üteme még inkább az emberszabású majmokéhoz hasonlított, tehát könnyebb lehetett.
Egyesek szerint ez a reflex más emlősök újszülöttjeinél is létezik: talán a vízzel telt medence a kicsiket a magzatvízben eltöltött hónapokra emlékezteti.[forrás?]

### Tudunk úszni, élvezzük a vizet

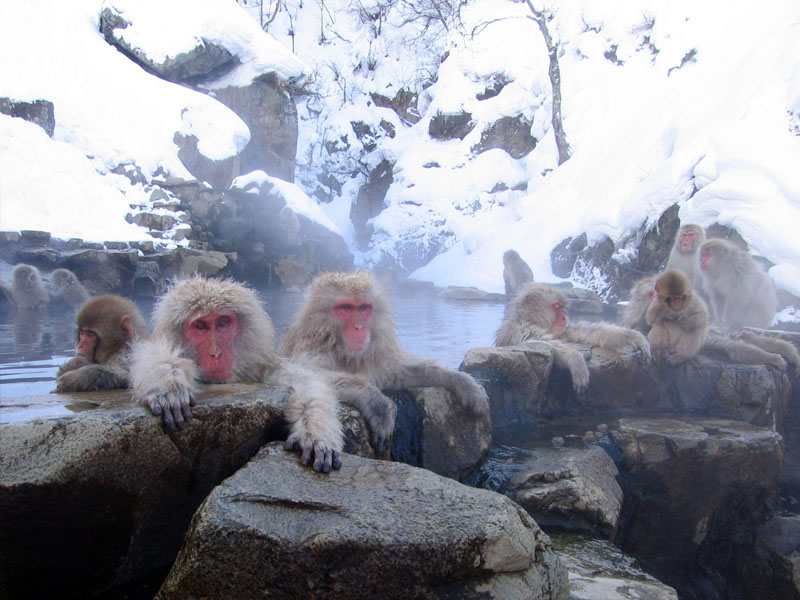
Japán makákók fürdenek egy termálforrás vizében (Dzsigokudani, Japán)

Az ember számos nemben tud úszni, tehát nemcsak „kutyaúszással”, mint a legtöbb emlős. Nem irtózunk a víztől, sőt élvezzük azt (gondoljunk csak az egyre-másra nyíló vízi vidámparkokra). A főemlősök általában nem szeretik a vizet, kivétel azonban itt is van: egy Japánban élő makákófaj (Macaca fuscata) egyedei télvíz idején, vastag bundájukban hőforrásokban melegednek (de mindenesetre nem lubickolnak). Emberi jellemző még, hogy vízben tisztálkodunk, és nem a nyelvünkkel, mint a többi emlős.
A vízimajom-elmélet hívei szerint a (maradék) emberi szőrzet orientációja, azaz szabályos iránya azért alakult ki, hogy csökkentse a közegellenállást úszás közben. Azonban minden szőrös állat szőrzetének van orientációja, ennek feladata, hogy az esővíz leperegjen róla. Ráadásul a leggyorsabb ember is sokkal lassabban úszik, mint a legtöbb vízi emlős.

### Izzadságunk és könnyünk sós ízű
Ezen vonásunk is inkább a tengeri emlősökre jellemző. A tengeri emlősök ugyanis a tengervízzel elnyelt felesleges sót ürítik ki ilyen módon a szervezetükből. Az emberhez hasonló erőteljes sókiválasztás csak sóban gazdag környezetben fejlődhetett ki, például a tengerekben. Az ember sós izzadsága és könnye furcsának tűnik a szavannákon, hiszen köztudott, hogy a legtöbb szárazföldi emlős számára milyen nagy kincs a só.

### Tápanyagok
Az emberi agy a test tömegének kb. 2%-a, de energiaigénye a test energiaigényének kb. 20%-a. A vízimajom-elmélet hívei szerint az emberfélék agyának viszonylag nagymértékű növekedését a tápanyagokban gazdagabb tengeri eredetű táplálék tette lehetővé. Ezen kívül az ember agya viszonylag nagy mennyiségben igényel omega-3 zsírsavakat, amelyek inkább előfordulnak a tengeri, mint szárazföldi eredetű táplálékban. Ez a növekedés azonban az antropológusok szerint mintegy 2,5 millió évvel ezelőtt kezdődött, amikor a húsfélék még nem a „főfogások” között szerepeltek az akkori hominidák „étlapján”.

## A „kacsalábú agaiumbuk”
A vízimajom-elmélet hívei bizonyítékot látnak elgondolásukra egy Új-Guinea szigetén élt, túlnyomórészt vízi életmódot folytatott törzs, a „kacsalábú agaiumbuk” (agaiambo) testfelépítésében és életmódjában. A törzs tagjai nevüket széles és lapos talpukról kapták. Cölöpökre épített falvakban éltek egy csendes lagúnában, a Musa folyó és a tenger között. Életüket nagyrészt vízben töltötték, a szárazon nehezen mozogtak. Kétszer akkora orrcimpával rendelkeztek, mint mi és a víz alatt be tudták zárni az orrukat. Rövid és vastag combjuk, vékony lábszáruk volt. Mellkasuknak nagyobb volt a körfogata, mint az emberi átlag: vagyis egy belélegzéskor több levegőt tudtak beszívni. A múlt idő nem véletlen: a törzs már nem létezik, a törzsi háborúk és a járványok végeztek vele.
Szigorúan véve azonban a „kacsalábú agaiumbuk” nem a vízimajom-elméletet, hanem a természetes szelekciót bizonyítják: vagyis a környezethez való alkalmazkodást. A természetes szelekció eredménye – többek között –, hogy a hideg égöv alatt élő eszkimók végtagjai rövidebbek, továbbá az, hogy a magas hegyekben lakó emberek mellkasa tágulékonyabb.

## Különbségek az ember és tengeri emlősök között

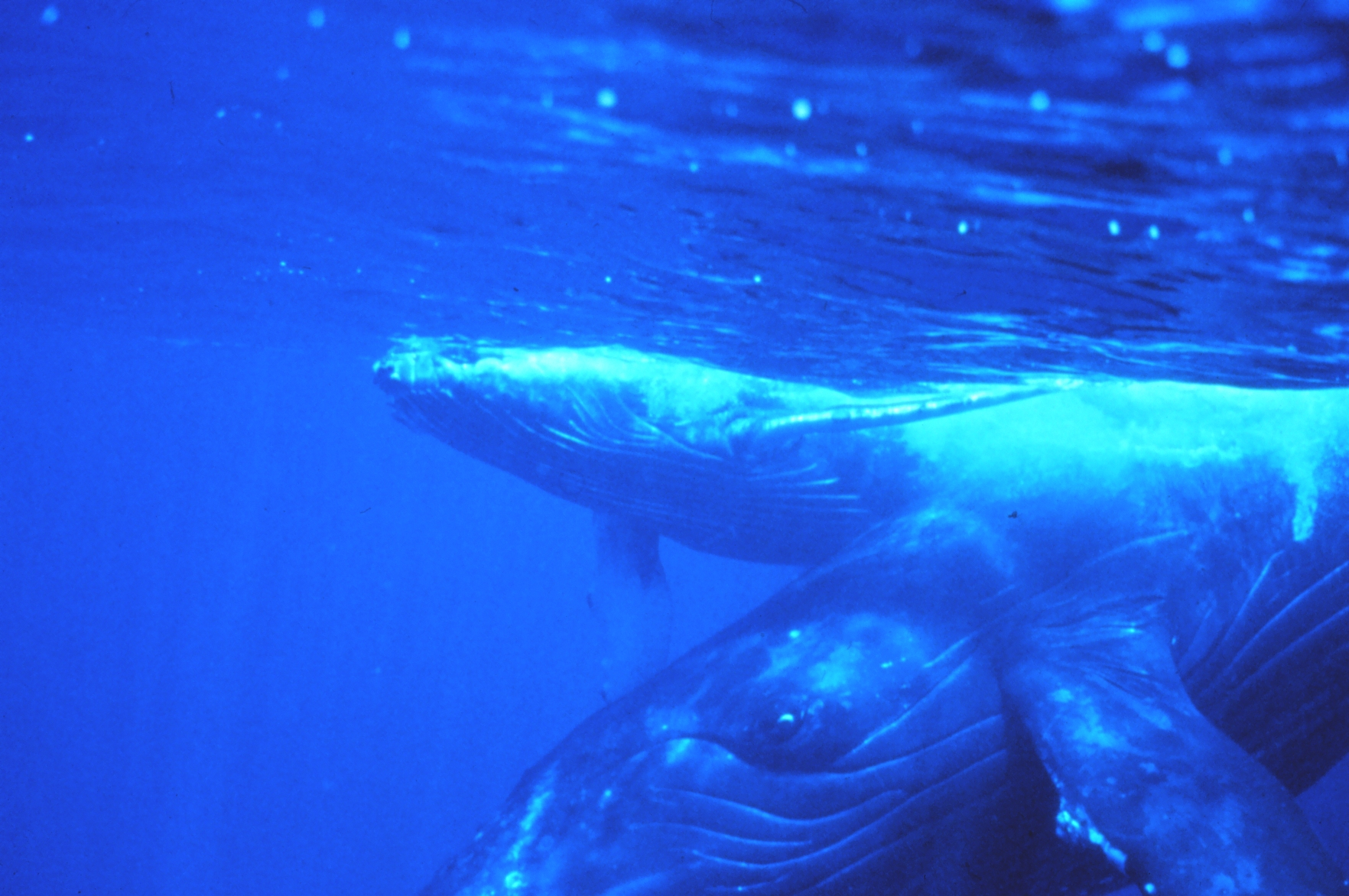
Hosszúszárnyú bálna nősténye a borjával. A törzsfejlődés során a tengeri emlősök egyedfejlődése felgyorsult, az emberé azonban lelassult

A vízimajom-elmélet hívei legtöbbször csak általánosságban beszélnek a tengeri emlősökről, holott közöttük is vannak különbségek. A tudomány mai állása szerint a tengeri emlősök sokszor csak külső megjelenésükben hasonlítanak egymásra, mivel legtöbbször más és más szárazföldi ősöktől származnak. Külső megjelenésük az ún. konvergens evolúció révén vált hasonlóvá, ami azt jelenti, hogy a hasonló környezet és életforma hasonló testfelépítést fejleszt ki.
Az ember és a tengeri emlősök közötti főbb különbségek a következők:
- az emberi újszülött a születését követően évekig magatehetetlen, míg a tengeri emlősök kölykei a megszületésük után önállóan mozognak és táplálkoznak;
- ha egy faj tengeri életmódra tér, akkor végtagjai megrövidülnek, kiálló testrészei (például fül, külső nemi szervek stb.) pedig vagy kisebb méretűek lesznek, vagy a szervezeten belülre kerülnek;
- a tengeri emlősök teje nagyon sok zsírt tartalmaz az emberéhez képest.

## Következtetések
A fentieket végiggondolva el kell ismerni, hogy bizony számos tulajdonságunk legalábbis nagyon furcsa egy szárazföldi lény számára. (Viszont azt sem szabad elfelejteni, hogy bár az ember az állatvilág része, de ennek ellenére a vízimajom-elméletben szereplő jellegzetességeken túl is számos nagyon furcsa tulajdonsággal rendelkezik.) Ez még akkor is így van, ha a kérdéses jellegzetességek feltételezett eredetét nagyon szigorúan ítéljük meg.
El kell ismerni azonban azt is, hogy az emberi faj kialakulását leíró hagyományos (szavanna) teória nagy vonalakban nagyon jól megmagyarázza fajunk kialakulását: amit az erdei életmódról a nyíltabb térségekhez való fokozatos alkalmazkodással magyaráz. Ennek az elméletnek a vízimajom-elmélet nélkül is számos hiányossága van, amelyekben az antropológusok még nem tudtak közös álláspontot kialakítani. Ezen hiányosságok egy részére próbál meg magyarázatot nyújtani a vízimajom-elmélet, de ebben az elméletben is vannak bizonytalanságok, kérdőjelek és feltevéseit még nem sikerült semmilyen bizonyítékkal alátámasztani. A hagyományos elmélet tehát leginkább a bizonyítékok nagyobb száma miatt meggyőzőbb.
Fajunk eredetének vizsgálatával az az egyik legfőbb gond, hogy egyedül vagyunk: legközelebbi rokonaink (csimpánz) túl távoliak, az ősmaradványok pedig túl töredékesek bizonyos kérdések megválaszolásához. Ezek alapján, a jelenlegi ismereteink birtokában nem lehet teljes mértékben igazat adni a vízimajom-elméletnek. Amíg nem kerülnek elő kézzelfogható bizonyítékok valamely elmélet javára, addig nem történik előrejutás a két elmélet vitájában.

### Semleges nézőpont
- AAT discussion group[halott link]
- Machteld Roede: The Aquatic Ape: Fact Or Fiction?: The First Scientific Evaluation of a Controversial Theory of Human Evolution. (hely nélkül): Souvenir Press. 1991.  ISBN 0285630334 arch Hozzáférés: 2006. május 22. Valkenburg Conference 1987
- Water and human evolution, Gent Conference 1999

### Az elmélet mellett
- Jim Moore's "AAT Sink or Swim?" Web Site. [2016. október 3-i dátummal az eredetiből archiválva]. (Hozzáférés: 2018. január 10.)
- Elaine Morgan: Aquatic Ape Theory. [2017. december 20-i dátummal az eredetiből archiválva]. (Hozzáférés: 2018. január 10.)
- Dewi Morgan (Elaine Morgan unokája): Aquatic Ape Info. [2005. szeptember 20-i dátummal az eredetiből archiválva]. (Hozzáférés: 2018. január 20.)
- Aquatic Ape Theory: The Most Plausible Explanation of Human Origins
- Scars of Evolution (audio) http://www.webcitation.org/query?url=https%3A%2F%2Fwww.webcitation.org%2F5mqg5cIeI%3Furl%3Dhttp%3A%2F%2Fwww.bbc.co.uk%2Fradio%2Faod%2Fnetworks%2Fradio4%2Faod.shtml%3Fradio4%252Fscarsofevolution&date=20100117121001 BBC Radio 4 rádió dokumentum-felvétel.
- The role of floods in ape evolution.  BBC Wildlife,   (2000. június)  arch Hozzáférés: 2018. január 10.
- Inkább vízimajmok voltunk – Interjú Csányi Vilmossal. Index, 2008. február 6. (Hozzáférés: 2018. január 10.)
- Elaine Morgan: A vízimajom elmélet. Előszó Csányi Vilmos–ford. Makovecz Benjamin. Budapest: Joshua. 2017.  ISBN 978-615-5730-04-7

### Az elmélet ellen
- Aquatic Ape Theory: Sink or Swim?
- Did humans descend from 'aquatic apes'? Archiválva 2006. június 15-i dátummal a Wayback Machine-ben